# اوخوزه
اوخوزه (به لهستانی:  Ochodze) یک روستا در لهستان است که در گمینا کومپراخچیتسه واقع شده‌است. اوخوزه ۱٬۲۰۰ نفر جمعیت دارد.